# Wchar.h
wchar.h — заголовковий файл стандартної бібліотеки мови програмування С, частина стандарту розширення можливостей мови 1995 року. Містить функції для роботи багатобайтовими та широкими символами.

## Функції
int wcscasecmp(const wchar_t *s1, const wchar_t *s2) — широкосимвольний еквівалент функції strcasecmp(3).
int strcasecmp(const char *s1, const char *s2) — порівнює два рядки, s1 та s2, ігноруючи регістр символів. Повертає від’ємне, нульове або додатне значення int, якщо s1 відповідно є меншим, збігається або є більшим за s2.
int strncasecmp(const char *s1, const char *s2, size_t n) — майже аналогічна strcasecmp, за винятком того, що порівнює лише перші n символів s1.
int wcscmp(const wchar_t *s1, const wchar_t *s2) — широкосимвольний еквівалент функції strcmp(3).